# 翟熙贵
翟熙贵（1942年—），男，河北大城人，中华人民共和国政治人物，曾任审计署副审计长、党组副书记，中国审计学会会长，第十届全国人大代表。